# Bruno Fratus
Bruno Fratus (Macaé, 1989. június 22. –) brazil úszó.
Eredményeit elsősorban váltóban, másodsorban 50 méteres gyorsúszásban érte el. Váltóval pánamerikai bajnokságot nyert 2011-ben Guadalajarában 4 × 100 méteres gyors és 4 × 100 méteres vegyes számokban. Ugyanitt ezüstérmes lett 50 méter gyorson.
50 méter gyorson 4. lett a londoni olimpián 2012-ben, 5. a sanghaji világbajnokságon 2011-ben.